# الرسم بالرمل

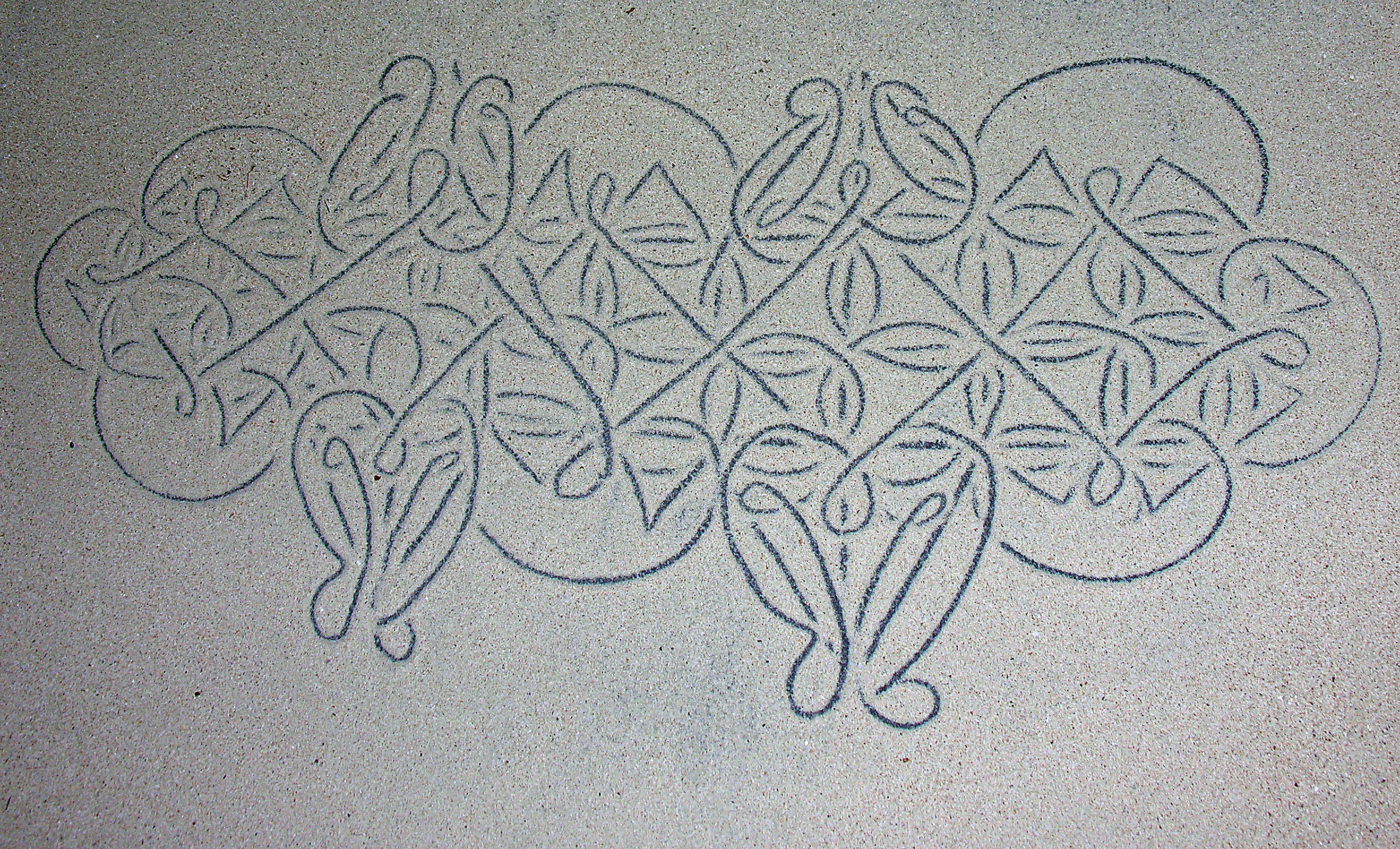
الرسم بالرمل في فانواتو (2007)

الرسم بالرمل (بالإنجليزية: Sand drawing) هو تقليد وممارسة فنية وطقوسية في دولة فانواتو، اعترفت به منظمة اليونسكو الدولية باعتباره من روائع التراث الشفهي اللامادي للإنسانية.
يعد تلوين الرمال أحد أشكال الفن الذي يتضمن الرسم على الرمال، ولكن هذه العملية تتضمن أيضًا تلوين الرمال لخلق بيئة ملونة على نطاق صغير أو كبير.

## وصف
يستعمل الفنان أحد أصابعه للرسم في الرمل أو الرماد البركاني أو الطين. وهو يتألف من "خط متعرج مستمر على شبكة متخيلة لإنتاج تركيبة رشيقة ومتناظرة من الأنماط الهندسية".